# Woonoord Lunetten
Woonoord Lunetten is sinds 1951 een wijk in Vught waar gezinnen van Molukse KNIL-militairen gehuisvest werden die op dienstbevel van het KNIL uit de Molukken waren geëvacueerd. 
De wijk is gebouwd op het voormalige kamp Vught en is vernoemd naar de verdedigingswerken die ten oosten ervan liggen.
Vanaf 1960 zijn velen van hen naar andere plaatsen verhuisd. Na een overeenkomst in 1989 tussen de Nederlandse regering, de gemeente Vught en de meerderheid van de resterende Molukse bewoners, zijn in 1992 de originele barakken gesloopt op barak 1 na, die dienstdoet als kerk, en zijn op dezelfde plek nieuwe huizen gebouwd.

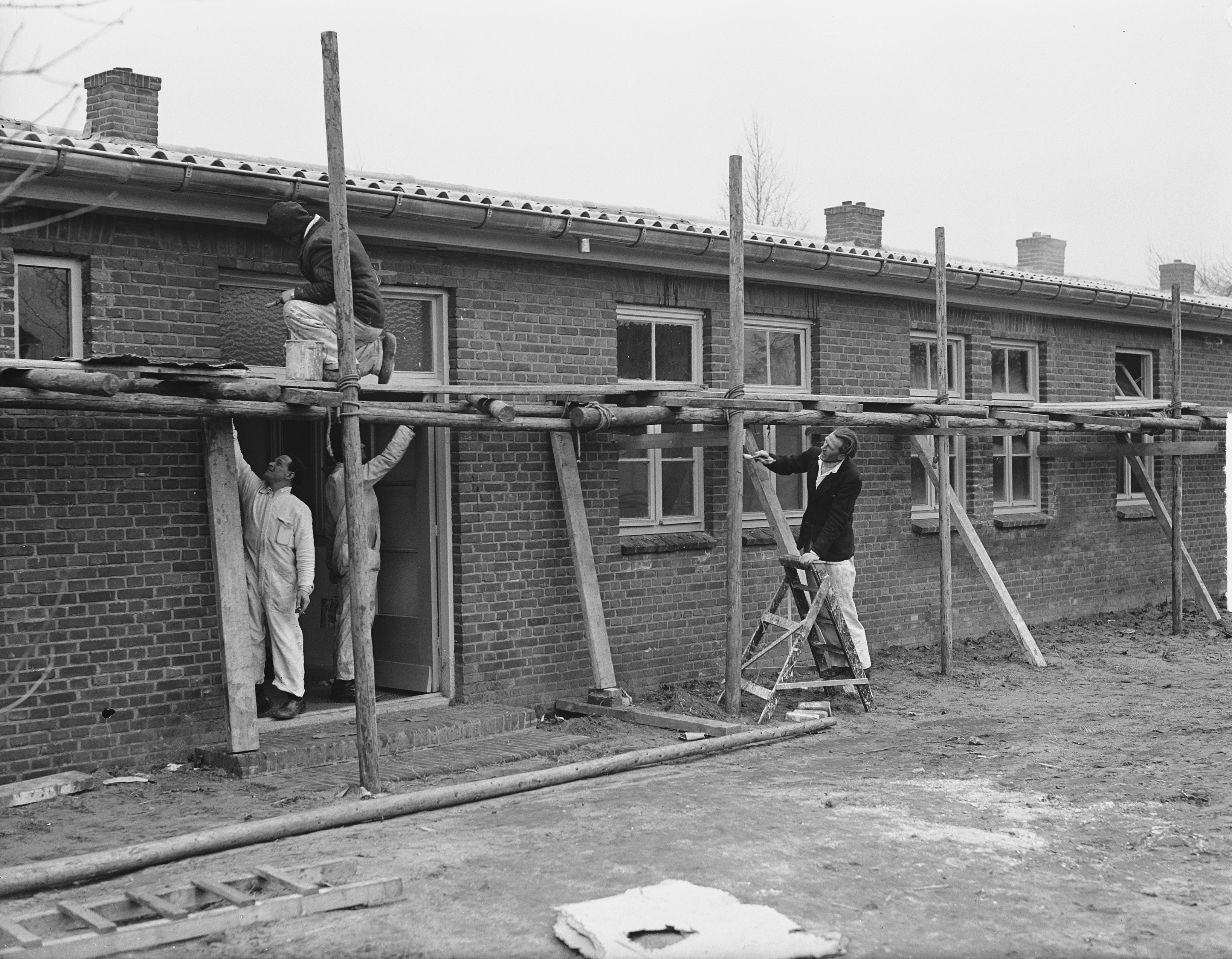
Woonoord wordt in gereedheid gebracht (1951)
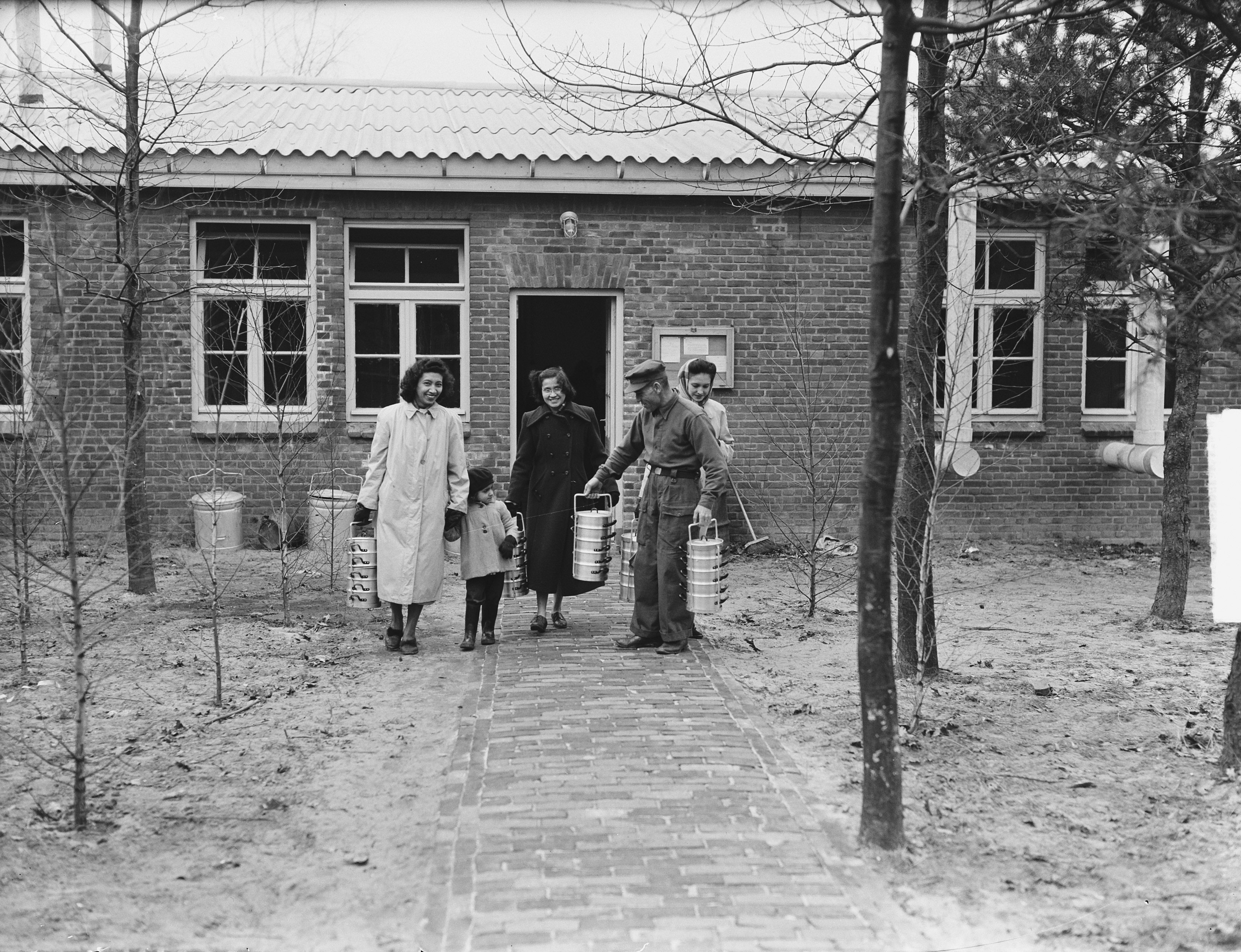
Eerste bewoners arriveren (1951)

## Trivia
De Penitentiaire Inrichting Vught is ook gelegen op het voormalige Kamp Vught, en grenst aan woonoord Lunetten.